# Nové Ouholice
Nové Ouholice jsou vesnice, část obce Nová Ves v okrese Mělník ve Středočeském kraji. Nachází se asi 1,5 kilometru jihovýchodně od Nové Vsi. Prochází tudy železniční trať Kralupy nad Vltavou – Děčín a silnice II/608. Je zde evidováno 81 adres. Trvale zde žije 149 obyvatel.
Nové Ouholice jsou také název katastrálního území o rozloze 3,42 km². V katastrálním území Nové Ouholice leží i Miřejovice a Staré Ouholice.

## Historie
První písemná zmínka o vesnici pochází z roku 1784.

## Obyvatelstvo
| Rok            | 1869 | 1880 | 1890 | 1900 | 1910 | 1921 | 1930 | 1950 | 1961 | 1970 | 1980 | 1991 | 2001 | 2011 | 2021 |
| -------------- | ---- | ---- | ---- | ---- | ---- | ---- | ---- | ---- | ---- | ---- | ---- | ---- | ---- | ---- | ---- |
| Počet obyvatel | 237  | 225  | 213  | 247  | 211  | 195  | 251  | 205  | 193  | 249  | 207  | 150  | 167  | 252  | 149  |
| Počet domů     | 38   | 40   | 41   | 43   | 43   | 45   | 58   | 66   | 207  | 70   | 60   | 77   | 81   | 80   | 80   |

## Obecní správa
Při sčítání lidu v letech 1850–1899 byly Nové Ouholice osadou obce Ouholice v okrese Slaný. V letech 1900–1960 byly osadou obce Staré Ouholice, se kterou patřily nejprve do okresu Slaný, v letech 1921–1950 do okresu Kralupy nad Vltavou a od roku 1960 do okresu Mělník. Od 12. června 1960 do 31. prosince 1979 byly samostatnou obcí v okrese Mělník. Od 1. ledna 1980 jsou částí obce Nová Ves v okrese Mělník. Od 12. června 1960 do 31. prosince 1979 k obci patřily Miřejovice, Staré Ouholice a Vepřek.